# (3341) Hartmann
(3341) Hartmann est un astéroïde de la ceinture principale.

## Description
(3341) Hartmann est un astéroïde de la ceinture principale. Il fut découvert le 17 juillet 1980 à la station Anderson Mesa par Edward L. G. Bowell. Il présente une orbite caractérisée par un demi-grand axe de 3,02 UA, une excentricité de 0,24 et une inclinaison de 10,4° par rapport à l'écliptique.

## Compléments